# Moscow Funeral League Records
Moscow Funeral League Records ist ein seit 2011 aktives russisches Independent-Label.

## Geschichte und Arbeitsweise
Evander „E.S.“ Sinque von Who Dies in Siberian Slush gründete Moscow Funeral League 2011. Laut Sinque agiere er mit dem MFL abgekürzten Label nicht gewinnorientiert und gewährt den verlegten Interpreten weitestgehend künstlerische Freiheit.

„Manchmal schlage ich vor, ein oder zwei Songs aus der Tracklist zu nehmen, wenn sie nicht zur Stimmung des Albums passen, aber mehr nicht. Außer der hohen Qualität des aufgenommenen Musikmaterials stellt MFL keine besonderen Anforderungen. Wir investieren mehr, als wir zurückbekommen. Neunzig Prozent der Designs, welche auf dem Label veröffentlicht werden, zeichne ich. Wenn es um die künstlerische Umsetzung geht, arbeiten wir mit Künstlern wie Pavel Lyakhov und Matvey Bobkov zusammen. Für Vorschläge, also wenn die Band mit einem kompletten Albumdesign kommt, sind wir aber immer offen.“

Die Zusammenarbeit mit Künstlern sei nicht von deren Popularität oder Verkaufsergebnissen abhängig. Als Stärke seines Labels nennt er die von MFL Records ausgehende Werbung. Das Label gibt nur wenige Veröffentlichungen heraus um die eigene Leistungsfähigkeit nicht zu überfordern. Zu den über Moscow Funeral League Records verlegten Bands zählen neben Who Dies in Siberian Slush Interpreten wie My Shameful, Quercus, Ennui, Ordog und Marche Funèbre.

## Katalog
| Jahr | Interpret                                | Titel                                  | Katalog-Nr. |
| ---- | ---------------------------------------- | -------------------------------------- | ----------- |
| 2011 | Who Dies in Siberian Slush / Ego Depths  | Four Fragments of Fading Life          | MFL-001     |
| 2012 | Ennui                                    | Mze Ukunisa                            | MFL-002     |
| 2012 | De Profvndis Clamati                     | In Between Passionate Minnuendos       | MFL-003     |
| 2013 | Halter                                   | Omnipresence of Rat Race               | MFL-004     |
| 2013 | Ennui                                    | The Last Way                           | MFL-005     |
| 2014 | Abstract Spirit / Ennui                  | Escapism                               | MFL-006     |
| 2014 | Quercus                                  | Sfumato                                | MFL-007     |
| 2014 | Decay of Reality                         | Reality of Decay                       | MFL-008     |
| 2014 | My Shameful                              | Hollow                                 | MFL-009     |
| 2014 | Unmercenaries                            | Fallen in Disbelief                    | MFL-010     |
| 2014 | Who Dies in Siberian Slush / My Shameful | The Symmetry of Grief                  | MFL-011     |
| 2015 | Halter                                   | For the Abandoned                      | MFL-012     |
| 2015 | Ephemeral Ocean                          | The Efflorescence                      | MFL-013     |
| 2016 | Psicorragia                              | Madremuerte                            | MFL-014     |
| 2016 | Quercus                                  | Heart With Bread                       | MFL-015     |
| 2016 | Ordog                                    | The Grand Wall                         | MFL-016     |
| 2017 | Marche Funèbre                           | Into the Arms of Darkness              | MFL-017     |
| 2017 | Funeralia                                | Where Death Is My Hope                 | MFL-018     |
| 2018 | Eye of Solitude / Marche Funèbre         | Collapse/Darkness                      | MFL-019     |
| 2019 | Quercus                                  | Verferum                               | MFL-020     |
| 2019 | Blues for the Redsun                     | Deadspace/Desomorphine Trance          | MFL-021     |
| 2020 | Halter                                   | The Principles of Human Being          | MFL-022     |
| 2020 | Krief de Soli                            | Requiem: Missa pro defunctis in F-moll | MFL-023     |
| 2023 | Mckenzie Hills                           | Ледовый Переход                        | MFL-024     |
| 2017 | Who Dies in Siberian Slush               | Bitterness of the Years That Are Lost  | MFL-001LP   |